# DSM-5
Manualul de Diagnostic și Statistică al Tulburărilor Mintale, a cincea ediție, abreviat ca DSM-5, reprezintă un instrument de diagnosticare al Asociației Americane de Psihiatrie (APA). Ultima revizuire, a cincea, datează din anul 2013. În Statele Unite DSM servește ca o autoritate universal recunoscută pentru diagnosticul psihiatric. Și alte țări au ales ca diagnosticele psihiatrice să se pună doar după cea mai recentă ediție a DSM-ului.
În martie 2022 apărut DSM-5-TR.